# أمجد الشوا
أمجد الشوا (24 ابريل 1971-) هو رائد إنساني وحقوقي بارز في مجال العمل المجتمعي، والتنمية المستدامة. وُلد في مدينة غزة بفلسطين، وهو شخصية مؤثرة في مجال الدفاع عن حقوق الإنسان، وله مساهمات بارزة في تعزيز العمل المؤسساتي والمدني في فلسطين. يشغل حاليًا منصب نائب المفوض العام للهيئة المستقلة لحقوق الإنسان (ديوان المظالم)، ومدير عام شبكة المنظمات الأهلية الفلسطينية في قطاع غزة.

## حياته العلمية
حصل أمجد الشوا على دبلوم تأهيل المعلمين للأشخاص ذوي الإعاقة السمعية عام 1991، وفي عام 1995، حصل على بكالوريوس في إدارة الأعمال من جامعة القدس المفتوحة. كما نال درجة الماجستير في الدراسات الأمريكية من جامعة القدس عام 2008. عمل الشوا مدرباً معتمداً في مجالات الإعلام، المناصرة، وتحويل الصراعات، كما قام بتدريب العديد من العاملين في مجال حقوق الإنسان والمنظمات غير الحكومية في فلسطين وحول العالم، وقاد ورش عمل ودورات تدريبية تهدف إلى بناء قدرات المدافعين عن حقوق الإنسان.

## حياته المهنية
بدأ الشوا مسيرته كمدرس للصم ومنسق للعلاقات العامة في جمعية أطفالنا للصم من عام 1992 حتى عام 1996، وفي عام 1996، انضم إلى وكالة الأنباء الأردنية كمراسل صحفي غير متفرغ، وفي عام 1999، تولى إدارة شبكة المنظمات الأهلية الفلسطينية في غزة، حيث أشرف على عمل ما يزيد عن 140 مؤسسة تعمل في مختلف المجالات الاجتماعية والإنسانية.
في عام 2007، أصبح منسقًا للحملة الدولية لفك الحصار عن غزة، التي تهدف إلى رفع الحصار عن القطاع وتعزيز التضامن الدولي مع القضية الفلسطينية، وفي عام 2023، عُيّن نائبًا للمفوض العام للهيئة المستقلة لحقوق الإنسان (ديوان المظالم) بفلسطين. بين عامي 1998 و2002، كان منسقًا لمجموعة فلسطينية تابعة لمنظمة العفو الدولية (أمنستي)، كما كان عضوًا في لجنة رعاية الأطفال الفلسطينيين ذوي الإعاقة الشتوية بين عامي 1996 و1998، ويشغل منصب نائب رئيس مجلس إدارة جمعية أطفالنا للصم منذ عام 2017.
له العديد من المنشورات والتقارير المتعلقة بالوضع في قطاع غزة، حيث ركز على تفاقم الأزمات الإنسانية بسبب الحصار الإسرائيلي، وتنشر تقاريره في وكالة مونتي كارلو، والدستور، واليوم السابع.